# ليباش بروشوفا
ليباش بروشوفا (بالتشيكية: Libuše Průšová)‏ مواليد 13 يوليو 1979 في فالاشسكي ميزيريتشي، تشيكوسلوفاكيا، هي لاعبة كرة مضرب تشيكية سابقة بدأت مسيرتها كمحترفة سنة 1994 وكانت تلعب باليد اليمنى، اعتزلت اللعب في 2006. أعلى تصنيف لها في الفردي كان 103. أعلى تصنيف لها في الزوجي كان 46. سبق أن شاركت في دورة الألعاب الأولمبية الصيفية.

## روابط خارجية
- ليباش بروشوفا على موقع رابطة محترفات التنس (الإنجليزية)
- ليباش بروشوفا على موقع الاتحاد الدولي لكرة المضرب (الإنجليزية)
- ليباش بروشوفا على موقع كأس بيلي جين كينغ (الإنجليزية)
- ليباش بروشوفا على موقع خلاصة التنس.كوم (الإنجليزية)
- ليباش بروشوفا على موقع أوليمبيديا (الإنجليزية)
- ليباش بروشوفا على موقع اللجنة الأولمبية التشيكية (التشيكية)